# Eye of the Beholder (chanson)
Pour les articles homonymes, voir Eye of the Beholder.
Singles de Metallica
Welcome Home (Sanitarium)
(1986) Harvester of Sorrow
(1988)
Pistes de ...And Justice for All
...And Justice for All One
Eye of the Beholder est la 3e piste du 4e album de Metallica ...And Justice for All sorti en 1988 et dure 6 min 35. C'est un des singles de l'album. Le tempo de cette chanson est un peu moins rapide, ce morceau est un peu plus simple. Il comporte des riffs très heavy comme thrash, mid-tempo, et groovy.
Les paroles font référence à des gens qui imposent aux autres leur manière de penser et au fait que l'Amérique n'est peut-être pas un pays aussi libre qu'on le pense. Le manque de liberté de penser et de s'exprimer est donc le thème de ce morceau.
Ce morceau est connu pour sa section contenant un tempo joué en 12/8 ce qui n'est pas commun. Le reste de la chanson est plus conventionnel avec un rythme en 4/4 joué avec un tempo plus lent que sur les trois précédents albums de Metallica.
Eye of the Beholder a été commercialisé en tant que single à la place de Harvester of Sorrow aux États-Unis (juste avant la sortie de One) mais n'a pas rencontré le succès escompté. La face B de Eye of the Beholder est une reprise : Breadfan.
La chanson a été jouée en live dans son intégralité mais pas depuis 1989 ; cependant la chanson a fait partie du medley ...And Justice for All, c'est-à-dire des extraits de chansons de l'album qui sont joués en live, interprété souvent par le groupe durant les années 1990 car ce fut difficile pour le groupe de jouer certaines des chansons de ...And Justice for All en entier à cause des nombreuses parties de guitare. Un medley de Justice peut être trouvé sur le live sorti en 1993 (Live Shit: Binge and Purge).
Le groupe de metal alternatif In Flames a fait une reprise de Eye of the Beholder sur Tribute to the Four Horsemen (un hommage à Metallica réalisé par plusieurs artistes). Cette version de la chanson apparaît aussi sur l'édition remastérisée du second album de In Flames Subterranean.
Une autre reprise de la chanson paraît sur Metallic Attack: Metallica - The Ultimate Tribute, album fait par Life After Death, groupe formé par Phil Sandoval après que le groupe Armored Saint s'est séparé.
Le titre fait également allusion à une phrase, depuis longtemps devenue proverbiale, de Margaret Wolfe Hungerford dans Molly Bawn (1857) « La beauté est dans l'œil de celui qui regarde » (Beauty is in the eye of the beholder). Il est également à noter pour l'anecdote que Eye of the Beholder est le nom d'un jeu vidéo de 1990, sorti sur PC, Amiga, Mega-CD et Super Nintendo ainsi qu'une des créatures les plus emblématiques de l'univers fantastique des Royaumes oubliés et du jeu de rôle Donjons et Dragons.

## Info
1. Eye of the Beholder    •06:31•      (Hetfield/Ulrich/Hammett)
2. Breadfan   •06:10• (Budgie)

## Composition du groupe
- James Hetfield : chants et guitare rythmique
- Lars Ulrich : batterie
- Jason Newsted : basse
- Kirk Hammett : guitare solo